# کاسیو آلبوکوریکه دوس آنجوس
کاسیو آلبوکوریکه دوس آنجوس (به پرتغالی: Cássio Albuquerque dos Anjos) دروازه‌بان اهل برزیل است که در شهر ریودو ژانیرو و در تاریخ ۱۲ اوت ۱۹۸۰ به دنیا آمده‌است.
کاسیو آلبوکوریکه دوس آنجوس در تیم‌های فوتبال Olaria سابقهٔ حضور دارد.